# Wild Wings
Wild Wings is een attractie in het Nederlandse attractiepark Duinrell. De attractie is een sky fly-vliegtuigmolen waarbij men plaatsneemt op een stoeltje in een eenpersoons stuntvliegtuigje.
De vliegtuigjes draaien in een gecoördineerde bocht waarbij ze op en neer stampen. De inzittende kan vervolgens zelf het vliegtuigje laten rollen door de vleugels van het vliegtuigje met hendels heen en weer te bewegen. Wild Wings is een mix tussen een mechanische en een doe-het-zelf attractie. Door de vleugels te bewegen kan de bezoeker zorgen voor een aantal inversies. Dit is vergelijkbaar met een robocoaster waarbij de bezoekers inversies maken door de stoel waarin ze zitten te laten draaien. Op een scherm naast de attractie wordt na afloop van de rit het aantal gemaakte inversies van de inzittenden weergegeven. Bezoekers kunnen proberen het dagrecord aantal omwentelingen te verbeteren.
De attractie werd in 2016 geopend. Wild Wings werd ontwikkeld en gebouwd door attractiebouwer Gerstlauer die onder meer ook de achtbanen Falcon en Dragonfly voor het pretpark bouwde. De aankleding en inpassing in het park is ontworpen door Martijn van Haaster, de vaste aan het attractiepark verbonden vormgever.
In 2023 werd in attractiepark Toverland een tweede exemplaar van deze attractie geopend, Pixarus.
Afbeeldingen · Lijst van attracties